# Kanton Bezons
Kanton Bezons (fr. Canton de Bezons) byl francouzský kanton v departementu Val-d'Oise v regionu Île-de-France. Tvořilo ho pouze město Bezons. Zrušen byl po reformě kantonů 2014.